# Park Wodny Częstochowa
Park Wodny Częstochowa, česky lze přeložit jako Vodní park Čenstochová, je aquapark ve čtvrti Tysiąclecie města Čenstochová (Częstochowa) v okrese Čenstochová ve Slezském vojvodství v Polsku.

## Další informace
Park Wodny Częstochowa má tři podlaží a zastavěnou plochu 3243 m². V přízemí budovy se nacházejí pokladny, šatny a bazénová hala. K atrakcím patří divoká a líná řeka, jeskyně s umělými vlnami, gejzíry a také odpočinková zóna s lehátky a masážními lavicemi. V blízkosti rekreačního bazénu jsou také vířivky, brouzdaliště a vodní skluzavky. V prvním patře se kromě administrativních prostor nachází také saunové centrum s dostatečným počtem různých druhů saun, odpočinkovou terasou a občerstvením. V suterénu se nachází technické zázemí a parkoviště. Aquapark je vytápěn moderní kogenerační plynovou turbínou, která vyrábí teplo a elektřinu zároveň. Vodní park byl vybudován na místě letní plovárny, která je v letním období také otevřená. Aquapark je přizpůsoben také pro nevidomé a zdravotně postižené. Stavba akvaparku byla zahájena 20. srpna 2018 a otevřena 23. října 2020. Architektonický návrh byl proveden společností Pracownia Architektoniczna Piotr Dominiczak i Mariusz Szczuraszek. Stavba patří městu a spravuje ji Miejski Ośrodek Sportu i Rekreacji w Częstochowie (MOSiR)

## Galerie

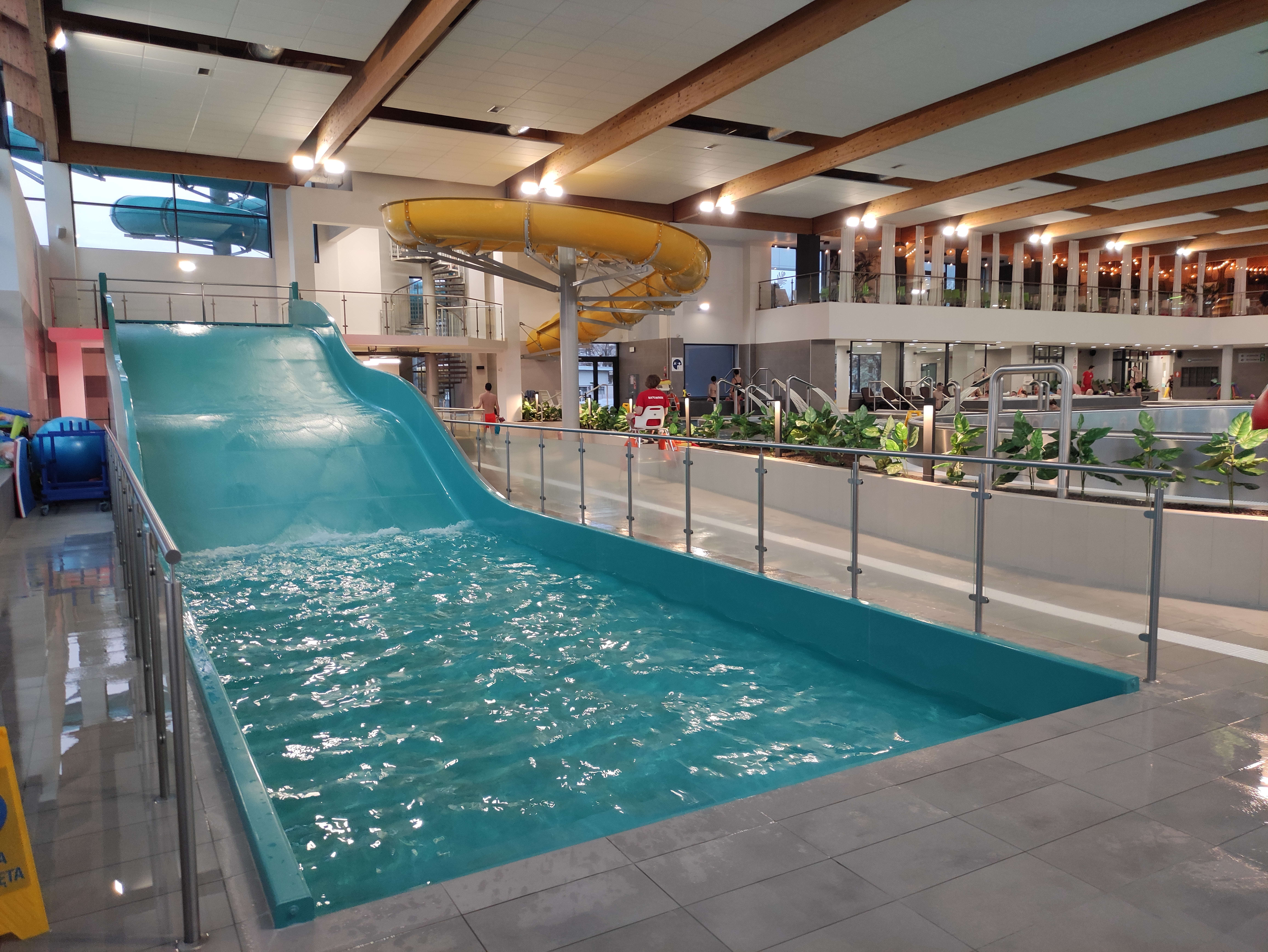
Interiér s tobogánem